# Domintxaine-Berroeta
Domintxaine-Berroeta (en francès i oficialment Domezain-Berraute) és un comú d'Iparralde al territori de Zuberoa, adscrit administrativament al departament dels Pirineus Atlàntics (regió de Nova Aquitània). Limita amb els comuns d'Arboti-Zohota i Ozaraine-Erribareita al nord, Saint-Gladie-Arrive-Munein al nord-est, Etxarri a l'est, Arberatze-Zilhekoa i Behaskane-Laphizketa a l'oest, Arüe-Ithorrotze-Olhaibi al sud-est, Larribarre-Sorhapürü al sud-oest i Lohitzüne-Oihergi al sud.

## Administració
| Data d'elecció                               | Identitat      | Qualitat |
| -------------------------------------------- | -------------- | -------- |
| Les dades anteriors a 1995 no són conegudes. |                |          |
| 1995                                         | Jean Etchebest |          |
| 2001                                         | Jean Etchebest |          |

## Demografia
| 1901 | 1962 | 1968 | 1975 | 1982 | 1990 | 1999 |
| ---- | ---- | ---- | ---- | ---- | ---- | ---- |
| 802  | 609  | 707  | 519  | 498  | 452  | 455  |
|      |      |      |      |      |      |      |